# Jüdischer Friedhof (Stříbro)
Koordinaten: 49° 45′ 55,6″ N, 13° 0′ 0,6″ O

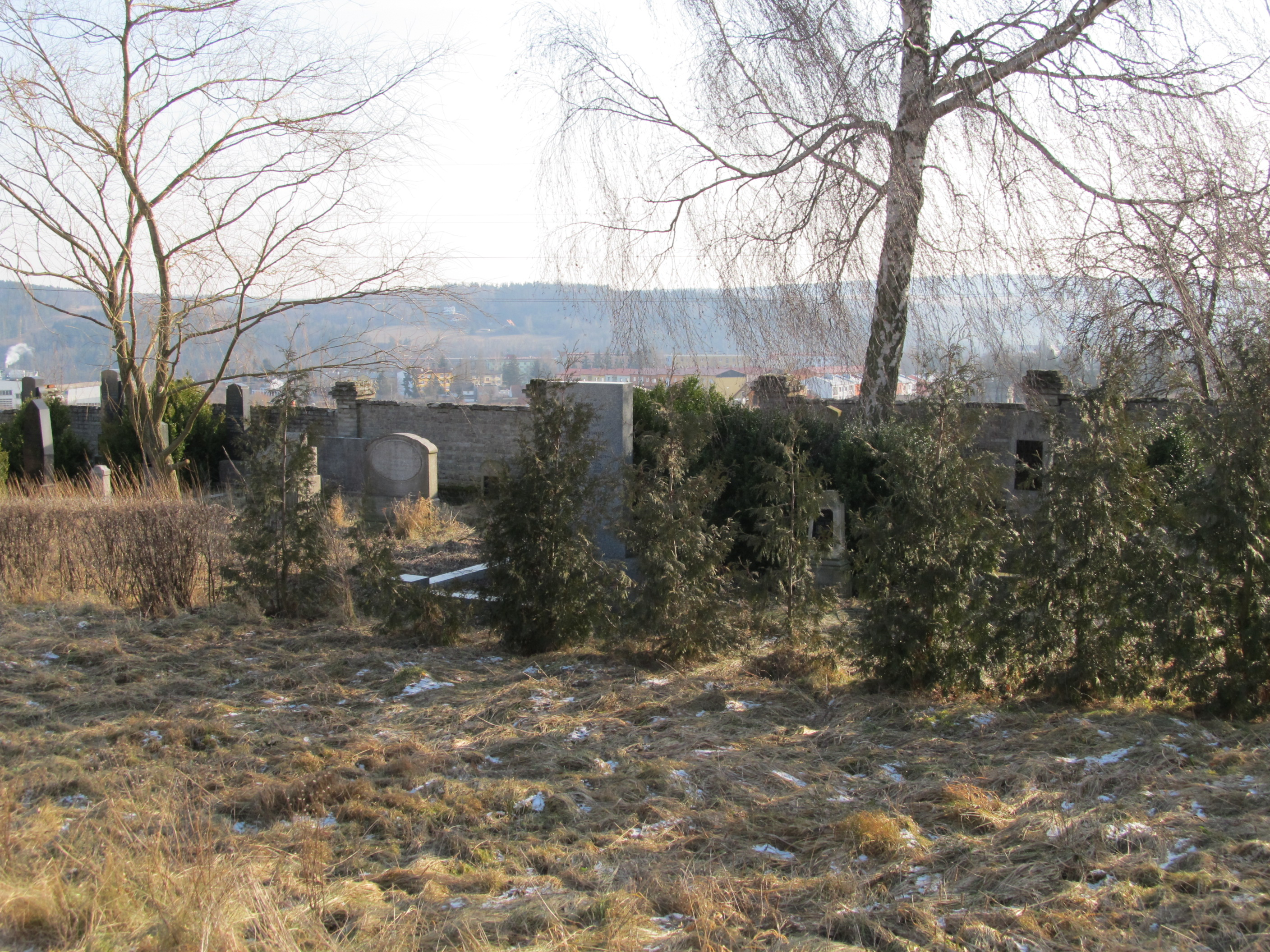
Jüdischer Friedhof in Stříbro

Der Jüdische Friedhof in Stříbro (deutsch Mies), einer Stadt im Okres Tachov in Tschechien, wurde 1902 angelegt. Der jüdische Friedhof liegt außerhalb des Ortes.